# Guido Balzarini
Guido Balzarini (n. 21 octombrie 1874, Casteldilago⁠(d), Arrone, Umbria, Italia – d. 18 aprilie 1935, Roma, Regatul Italiei) a fost un scrimer italian, medaliat olimpic. A participat la o ediție a Jocurilor Olimpice (1924) în care a câștigat o medalie de aur.

## Participări
Lista de mai jos prezintă principalele competiții la care a participat Guido Balzarini de-a lungul carierei.
- fencing at the 1924 Summer Olympics – men's team sabre[*]